# M.I.A
M.I.A è un singolo del produttore discografico italiano Benny Benassi e della cantautrice maltese Emma Muscat, pubblicato il 14 luglio 2023.

## Descrizione
Il brano, scritto da entrambi gli artisti con Alexandra Jelilyan, Giancarlo Constantin, Matti Wagemann e Nick Ribbens, è prodotto dallo stesso Benny Benassi con Giancarlo Constantin e Nick Ribbens. Esso è tratto dell'ossessione vissuta da una ragazza per un'infatuazione, in una forma di monologo interiore.

## Video musicale
Il video musicale, diretto da Federico Santaiti, è stato pubblicato il 18 luglio 2023 attraverso il canale YouTube della Ultra Records.

## Tracce
Testi e musiche di Marco Benassi, Emma Louise Marie Muscat, Alexandra Jelilyan, Giancarlo Constantin, Matti Wagemann e Nick Ribbens.
1. M.I.A – 2:42

## Formazione
- Benny Benassi – voce, produzione
- Emma Muscat – voce
- Giancarlo Constantin – produzione, masterizzazione, missaggio
- Nick Ribbens – produzione